# Carter Bays
Carter L. Bays (Shaker Heights, 12 agosto 1975) è uno sceneggiatore e produttore televisivo statunitense.

## Biografia
Insieme al suo collega Craig Thomas è meglio conosciuto come il creatore, scrittore e produttore esecutivo della sitcom How I Met Your Mother, per il network televisivo americano CBS.
Bays ha ricevuto per sette volte la nomination agli Emmy Awards, tra cui quello per la miglior canzone originale Nothing Suits Me Like a Suit, cantata dall'attore Neil Patrick Harris nei panni di Barney Stinson.
Nel 2012 How I Met Your Mother ha vinto il premio Best Comedy al People's Choice Awards.
Prima di creare How I Met Your Mother, Carter Bays e Craig Thomas scrissero per una serie di programmi TV tra cui Late Night with David Letterman, Oliver Beene e Give Me Five. Hanno inoltre scritto la seconda parte dell'episodio Stan of Arabia della serie animata American Dad!.
La coppia di autori è infine conosciuta per far parte di una band chiamata The Solids. Bays suona la chitarra ed è il cantante principale della band, la quale ha registrato brani sia per Oliver Beene sia per How I Met Your Mother: tra questi, Hey Beautiful, i cui dodici secondi finali sono utilizzati come sigla di quest'ultima.
Attualmente Bays vive a Los Angeles con sua moglie e le sue due figlie.